# 김해나 (아나운서)
김해나(1990년 7월 20일 ~ )는 대한민국의 방송인이다.

## 학력
- 서울여자대학교 영어영문학과

## 방송
- 2019년 : JOJO CLUB
- 2021년 : 유튜브 《주크박스》

## 경력
- 2016년 : 아시아경제TV 아나운서
- 2017년 : 네이버 전속쇼호스트

## 수상
- 2011년 : 월드미스유니버시티 인기상